# Remicourt (Marne)
 Remicourt  es una comuna y población de Francia, en la región de Champaña-Ardenas, departamento de Marne, en el distrito de Sainte-Menehould y cantón de Givry-en-Argonne.
Está integrada en la Communauté de communes de la Région de Givry-en-Argonne.

## Demografía[2]
| 175 | 171 | 180 | 168 | 145 | 137 | 150 | 148 | 138 | 124 | 123 | 175 | 193 | 198 | 178 | 182 | 158 | 135 | 149 | 153 | 142 | 142 | 121 | 113 | 95 | 89 | 82 | 81 | 68 | 66 | 67 | 70 | 66 |
| Para los censos de 1962 a 1999 la población legal corresponde a la población sin duplicidades (Fuente: INSEE [Consultar]) |     |     |     |     |     |     |     |     |     |     |     |     |     |     |     |     |     |     |     |     |     |     |     |    |    |    |    |    |    |    |    |    |